# 英皇書院校友列表

## 年代

### 西營盤官學堂（1879 - 1926）

#### 1880年代
- 江雲萬 (已殁)：中華民國國父孫中山先生同窗。
- 劉四福 (已殁)：中華民國國父孫中山先生同窗。

### 二十世紀

#### 1900年代
- 袁振英 (已殁)，别名仲勋：中國共產黨最早期的53名黨員之一，亦是香港的首位中共黨員，協助陳獨秀先後參與創建了上海、廣州的共產黨小組以及中國社會主義青年團

### 英皇書院(1926至今)

#### 1920年代
- 譚廷光：國民革命軍第一集團軍第四獨立師教導團連長，為該圑團長國民革命軍中將王德全最親信的部下
- 戴東嶽，BBS，MBE：中国慈善家; 前香港太平山狮子会会长
- 羅天攜：香港華商; 前香港第一家琴行曾福琴行董事經理
- 鐘明：前中共廣州市委書記；前廣州市文教局局长；香港學賑會始創人
- 符夫：前中國廣州市副市長

#### 1930年代
- 李福善 (已殁)[1]，大紫荊勳賢：香港首位華人法官; 第一屆香港特別行政區行政長官選舉參選人; 香港望族李佩材家族成員
- 李守正牧師：世界首位華人考獲聖三一學院管風琴聖樂博士; 聖公會港澳教區首位華人會吏長李求恩之子
- 李福基：前中國國民黨軍官
- 劉殿爵 (已殁)：前香港中文大學文学院院长; 香港語言學家、翻譯家和哲學家; 前英國倫敦大學亞非學院中文及中國哲學講座教授
- 劉國禎：香港九龍工業學校創校校長
- 方潤華，GBS，MBE，JP：香港慈善家及商人; 香港協成行集團; 錦華置業有限公司主席
- 方心謹：前香港中文大學聯合書院副院长；香港望族方振武家族成員
- 方心讓爵士，大紫荊勳賢，CBE，JP (已殁)：前香港醫學會會長；前英國醫學會香港分會會長；香港麥理浩復康院及香港復康會創辦人；前行政局議員；前立法局議員；前香港聖保祿醫院院長；香港望族方振武家族成員
- 方乃正：前香港教育司署高级教育官
- 羅騰祥 (已殁)：大家樂創辦人；香港望族羅桂祥家族成員[Note 1]
- 羅芳祥：大快活的創辦人；香港望族羅桂祥家族成員
- 黃文鋭，MBE：前香港市政局助理局長；首位華人考獲英國市政環境衞生局證書
- 黃熾普：前香港铁行轮船公司買辧；前香港保良局總理；前香港東華三院總理
- 黃建立，GBS：[2]中华人民共和国第四，第五，第六屆廣東省政協委員及常委; 中华人民共和国第八屆全國人大代表
- 羅宗淦：前香港助理教育司[Note 2]
- 羅宗熊：前香港葛量洪師範學院院長; 香港张祝珊英文中学創校校長
- 胡熙德：香港葛量洪師範學院第二任院長
- 胡文瀚 (已殁)，OBE，JP：合和實業有限公司榮譽主席; 合和實業主席胡應湘的長兄
- 錢萬里：美國攝影家
- 錢秉泉：前香港天文台助理台長[Note 3]
- 钟香崇：中华人民共和国的耐火材料之父；中国科学院院士
- 鍾士元爵士，大紫荊勳賢，GBE，JP：先就讀英皇書院; 後轉往聖保羅書院; 前香港行政立法兩局首席非官守議員; 香港政府首任行政會議召集人
- 金應熙 (已殁)[3]：中國史學家; 香港高考全港首名; 愛德華獎學金得主[Note 4]
- 岑才生 (已殁)，SBS，MBE，OBE：前華僑日报社長; 前香港報業公會主席; 香港中文大學聯合書院校董會主席[4][5][Note 5]
- 鄭棟材，OBE，JP：前香港中文大學聯合書院院長及前香港教育學院院長; 香港中文大學校董
- 關士光 (已殁)，MBE︰恒指之父; 恒生指數和香港消費物價指數設計人
- 周苓仲：[6]前中國山西省農業部長；學者許地山之子
- 馬臨，CBE，JP (已殁)：香港中文大學第二任校長; 香港中文大學逸夫書院創立人; 香港中文大學逸夫書院校董會主席（1937年入讀）[7]
- 甘尚武：前中華民國廣東省行政長官陳濟棠的秘書; 戰後主理大馬南順（1933年畢業）[Note 6]
- 何佐芝 (已殁)，GBS，OBE，JP：香港商業電台、佳藝電視及佳訊傳呼創辦人; 何東爵士第五子
- 宋常康：香港聖經公會榮譽董事; 香港中文大學崇基學院校董; 前香港總商會理事會理事（1933年畢業）[Note 7]
- 文國鎏，JP：前恒生銀行董事兼總經理; 加拿大匯豐銀行首位華人董事
- 譚廣霖：前香港瑪麗醫院院長; 前香港葛量洪醫院院長
- 梁達誠：香港首位工人議員
- 伍永康：香港理工大學發展基金永遠榮譽主席; 香港安發集團有限公司董事
- 林瑞源：前新加坡星洲日報副執行總編輯
- 張玉良：華人富商; 前英資大行會德豐最大股東; 張祝珊四子

#### 1940年代
- 招顯洸，OBE，JP：香港名醫; 前香港立法局議員; 前香港行政局議員。
- 沈智仁：前香港醫務衛生處助理處長。
- 胡寶星爵士：胡兆熾家族第二代成員，胡關李羅律師行創辦人。

#### 1950年代
- 梁乃鵬，GBS，OBE，JP：香港中文大學校董會主席; 前電視廣播有限公司行政主席
- 梁乃江，SBS，BBS，MBE，JP：香港大學兒科榮譽教授; 前香港演藝學院校董會主席; 前香港瑪嘉烈醫院行政總監及香港大學醫學院名譽教授
- 梁銘彥 (已殁)，OBE︰人民入境事務處首位华人處長
- 陳子鈞：前英皇書院同學會會長; 前香港市政局資深議員
- 陳若敏：前香港中文大學教育行政及政策學系系主任（1957年中五）[8]
- 許淇安 (已殁)，GBS，CBE，QPM，CPM：前香港警務處處長[Note 8]
- 許賢發 (已殁)，OBE，JP：前香港行政立法兩局議員
- 許招賢，BBS：前香港水警總警司; 前新渡輪董事兼總經理; 前香港童軍總會總監
- 彭磷基：香港祈福國際投資公司董事長; 廣州市番禺祈福新邨房地產有限公司董事長
- 江景雲[9]︰香港第一個天文學會的首任主席
- 高禮和，CBE︰前香港政府銓敘司及運輸司; 前香港立法局官守議員（1956年畢業）
- 李君夏 (已殁)，CBE，QPM，CPM：香港警隊首位華人處長[10]
- 蕭炯柱，GBS，CBE，JP︰前經濟司、運輸司、前郵政署署長、前運輸署署長、中央政策組首席顧問、前規劃環境地政局局長
- 蔡元雲，SBS，JP：香港突破機構創辦人及榮譽總幹事; 香港青年事務委員會主席; 香港禁毒常務委員會主席; 香港青年發展基金主席
- 劉玉權 (已殁)，SBS：前警務處副處長
- 唯靈(已殁)：香港飲食評論家（1955年畢業）
- 潘铭燊：美国国会图书馆亚洲部文史學家
- 楊少初，OBE，JP：前香港立法局非官守議員; 前香港鄉議局議員
- 張錫憲：香港資深耳鼻喉科專科醫生; 中學會考全港首名。[Note 9]
- 罗炳良：香港作曲家、前香港中文大学文学院院長、香港中文大学音乐系教授
- 伊雷：香港已故男演員 (中三)[11]
- 關禮雄[12]：前英皇書院同學會會長、香港日佔歷史學家（1957年畢業）
- 許賢瑛：前九龍樂善堂主席及九龍城區委任議員[13]

#### 1960年代
- 鄧青雲[14]：OLED 之父。首位獲沃爾夫化學獎的華人; 美國物理學家及發明家; 美國國家工程學院院士; 美國羅切斯特大學化學工程系，化學系及物理與天文學系教授; 香港科技大學高等研究院教授
- 鄧廣堯: 前香港政府政府經濟顧問
- 林高演，SBS：恆基兆業地產有限公司副主席、香港小輪有限公司主席、中華煤氣有限公司及美麗華酒店企業有限公司董事
- 林磊：碗形液晶體之父; 世界液晶學會創辦人; 美國加州大學聖何塞州立大學物理與天文系教授
- 林鴻鋆，SBS，JP：前香港天文台台長
- 林超英[15]，SBS，JP：前香港天文台台長; 前英皇書院同學會會長; 香港環境保護運動委員會主席
- 高贊明：前香港理工大學協理副校長（1963年中七）[16]
- 高秉強，JP：電子科學家; 前香港科技大學工學院院長
- 高逢傑：香港棋手。[Note 10]
- 張念坤：香港應用科技研究院行政總裁; 美國 Telcordia Technologies 行政顧問; 前國際 IEEE Communications Society 會長
- 張國柱：前香港社會工作者總工會會長; 前立法會議員 (社會福利界)
- 張舜堯：前泰昇集團主席及大股東
- 梁振英，大紫荊勳賢，GBS，JP[17]：全國政協副主席、前香港特別行政區第四任行政長官
- 梁豐順，BBS：前警務處副處長
- 梁安福，JP：香港保險師公會創會會長; 恒泰保險控股有限公司主席兼創辦人; 美國紐約人壽海外保險公司第一任總裁; 香港職業訓練局保險業訓練委員會主席（1961年畢業）
- 梁廣灝，SBS，OBE，JP：前香港工程師學會會長、前九廣鐵路總裁、新昌營造集團董事總經理、香港中樂團副主席
- 梁健華：電視廣播有限公司市場營業總監
- 梁柏濤：香港資深傳媒人; 報章《騎師日報》創辦人
- 陳世松: 美国俄勒冈州医学药理学研究所主席[Note 11]
- 陳明鉅，JP：香港民安處部門首長
- 陳永陸：[18]香港股市評論人及投資策略顧問，人稱「陸叔」
- 陳莊勤：民主黨創黨成員[19]
- 陳文鴻：香港理工大學中國商業中心總幹事; 全国港澳研究会会员; 前香港大學學苑總編輯
- 陳毓祥 (已歿)：前香港保釣行動委員會委員
- 陳富強，BBS：屯門醫院管治委員會主席、九興控股獨立非執行董事及薪酬委員會主席; 前港鐵人力資源總監
- 陳玉楷：香港保良局胡忠中學校長
- 蔡宇略：前屋宇署署長；香港工程科學院院長
- 蔡錫聰，JP：前香港藥學會會長；香港衛生護理專業人員協會名譽會長
- 蔡中虎：中銀集團人壽保險執行總裁
- 黃燦光，OBE：前警務處副處長[Note 12]
- 黃柏高：香港著名藝人經理人
- 劉錦洪，JP：香港資訊科技署署長（1964年畢業）
- 劉勵超，SBS，JP：前香港地政總署署長
- 劉山青[20]：香港政黨社民連成員
- 劉啓樞：上海商業銀行董事總經理
- 李本瀅，SBS，JP：前香港天文台台長
- 李永堅：醫院管理局高級醫生[21]
- 馮又嫦：中華民國中央研究院院士
- 馮紹波，GBS：香港經濟日報集團主席兼創辦人; 香港集思會主席[Note 13]
- 廖長城，GBS，SBS，SC，JP：前行政會議成員
- 彭樹勳：長江生物科技集团副总裁兼科技总监
- 關雄生：前香港交易所高級副總裁
- 吳冬生：前香港大學工程學院院長; 香港大學電機電子工程系講座教授
- 鍾端玲：美国纽约州州立大学首席教授；美国加州理工學院首批女性学士学位获得者之一
- 信廣來：多倫多大學嘉堡分校首位華裔校長; 前香港中文大學新亞書院院長及哲學系講座教授[22]
- 甘慶林，OBE，JP：長江和記實業副董事總經理[Note 14]
- 謝俊謙，MBE：世界知名學者; 香港大學計算機科學系名譽教授
- 楊耀邦：香港能仁書院教授
- 單周堯：前香港大學中文系主任；香港能仁專上學院副校長 (學術) 暨文學院院長
- 呂達賢：約翰霍普金斯大學應用物理實驗室太空物理學家; 中國國家航天局地球空間雙星探測計劃籌委會會員
- 何沛德：香港資訊科技聯會副主席; 香港大學電腦中心主任副主任
- 潘燊昌：台灣保險之父、香港開埠以來第一位精算師、安泰人壽總裁兼創辦人、利承昌集團有限公司主席
- 韋永庚[23]：前香港大學教務長，人稱「韋老闆」
- 曾澍基：香港浸會大學經濟系退休教授、七十年代學運領袖
- 羅致光，GBS，JP：[24] 香港特別行政區政府前任勞工及福利局局長、香港大學社會工作及社會行政學系副教授
- 郭鍵勳，BBS，JP：香港城市大學應用社會科學系副教授; 前香港康復諮詢委員會主席; 國際復健組織社會委員會主席
- 柯清輝，SBS，JP：思捷環球執行主席兼執行董事、恆生銀行前副董事長兼行政總裁、電視廣播有限公司獨立非執行董事。
- 范佐浩，SBS，BBS，JP：前香港交易所非執行董事、前香港證監會諮詢委員、好利發證券有限公司主席、香港青年獎勵計劃委員會主席、泰昇集團公司審計委員會主席
- 湯啓康，BBS：前香港教育署副署長
- 余開堅，JP：前香港藝術發展局行政總裁、前香港九廣鐵路營運總監
- 羅慶琮：香港培僑中學和培僑書院校長。[Note 15]
- 趙應春：有線電視新聞及體育部副總裁
- 蒙海強[25]：前香港衛生署法醫主任，當時香港僅有的四名法醫之一；衛生署派往警務署法醫科主任顧問醫生；香港汽車高級駕駛協會永遠榮譽會長（1964年畢業）
- 簡浩秋，MH：香港童軍總會演藝委員會主席
- 霍廣文：香港交易所多朝元老、前業務推廣總監
- 沈維燦：世界華人保險終身成就獎得主
- 莫民雄：前香港浸會大學行政副校長兼秘書長
- 王福義：[26]香港中文大學地理與資源管理學系客座教授; 前漁農自然護理署助理署長
- 許沂光：香港股評家
- 姜永忠：新亞文商書院校長; 前新亚书院院务室秘书; 《星岛日报》伦敦总经理
- 尹耀全：香港大學馮平山圖書館館長及總館副館長
- 雷震寰：香港中文大學建築系教授; 香港理工大學校董會成員
- 區伯權：前新界鄉議局南約區中學校長
- 古澤芬：前粉嶺官立中學前校長 (1967年中五)[27][28]
- 鄭慕智：保險業監管局主席[27]
- 戴希立，BBS，JP：香港優質教育基金督導委員會主席、仁愛堂田家炳中學首任校長、港區全國政協委員[29]

#### 1970年代
- 林文瀚：香港終審法院常任法官
- 林順潮，JP：香港中文大學眼科及視覺科學系主任; 中华人民共和国第十一屆港區全國人大代表。
- 陳焯標：香港教育局高級督學; 英皇書院同學會小學校長。
- 陳求德：香港骨科醫生; 中國關懷行動發起人。[Note 16]
- 陳思堂：世界宣明會中國辦事處的總幹事以及該會的東亞區域總監。
- 陳麗雲：香港大學社會科學院副院長。
- 陳家強，GBS，SBS，JP：香港財經事務及庫務局局長。
- 梁新：香港文學藝術家協會副主席（1971年畢業）
- 梁挺雄，BBS，JP：前衞生防護中心總監。
- 梁剛銳，BBS，JP：香港運輸物流協會會員事務委員會主席。
- 盧業瑂：香港女歌手; 電台節目主持人; 電視台編導。
- 盧國斌：匯豐銀行董事。
- 劉永強：香港律師; 英皇书院時間囊守護人。
- 劉國英：香港中文大學哲學系教授兼哲學文學碩士課程主任。法国巴黎大学索尔邦学院哲学博士。
- 劉美明：前香港政府首席環保主任。
- 潘德鄰：香港大學骨科學系名譽臨牀助理教授; 香港人道年獎得獎者; 鄧紹斌斌仔主診醫生。
- 潘偉生：香港中文大學外科學系腦外科主任及講座教授。
- 潘啟迪[30]：前香港房屋署助理署長; 香港領展企業傳訊總監; 前香港醫院管理局機構傳訊主管
- 吳永順，SBS，JP[31]：香港建築師學會會長; 公民黨創黨黨員、執委會成員
- 龙景昌：香港01總編輯及總經理; 前明报周刊总编辑。
- 翁国基：香港蜆殼電器董事總經理; 香港東區少年警訊活動委員會名譽會長。
- 蔡寶英：香港移植學會會長
- 李令翔，JP：香港按揭證券有限公司總裁（1977年畢業）
- 何永謙：前香港康樂及文化事務署副署長; 前香港衞生福利局副局長
- 陸貽信，BBS，SC：前香港律政司首席政府律師，副刑事檢控專員。[32][Note 17]
- 鄭文容：香港醫院管理局副總監
- 湯正川：香港填詞人; 前香港商業電台唱片騎師; 前香港數碼電台(DBC)數碼六台台長
- 彭敬慈，MH：前香港教育學院副院長、前基督教臻美黃乾亨小學暨初中學校校長
- 邱歡智：香港演藝學院校董會成員
- 譚炳勝：新加坡豐隆銀行香港分行行政總裁
- 麥國恆：香港衞生署助理署長
- 黎潔廉：香港衞生署助理署長
- 黃廣揚，MH：香港 LSCM 研發中心總裁; 前通用電氣亞太區總裁。[Note 18]
- 方敏生，JP：前香港社會服務聯會行政總裁; 前香港紅十字會秘書長; 港鐵公司獨立非執行董事; 方心讓爵士的女兒，前香港政務司司長陳方安生的堂姊妹; 立场新闻董事。[33]
- 郑新文：前香港電台第四台台長; 上海音乐学院艺术管理系主任（1974年中六）[34]

#### 1980年代
- 李志忠：恆生銀行助理總經理
- 李傑之：香港商人
- 黃楫光：中國信託銀行香港分行副總裁; 前恆生銀行中國業務高級副總裁
- 黃旭倫，JP：香港行政上訴委員會主席; 香港積金局非執行董事; 香港資深大狀
- 何百昌：前香港手外科醫學會會長; 香港口琴協會創會會長; 英皇口琴五重奏成員; 香港中文大學醫學院名譽副教授及音樂系客席口琴教授。威爾斯親王醫院創傷及矯形外科顧問醫生兼部門主管
- 何兆基：香港中文大學藝術系副教授及藝術文學碩士課程總監、視覺藝術家
- 盧韋柏[35]：花旗銀行港澳區行長及行政總裁
- 孫雅麗：孫逸仙兄長孫眉曾孫女，孫中山文化基金會創辦人及會長（1979年入讀）
- 陳樹強：香港口琴手; 英皇口琴五重奏成員
- 張中弼，JP：一九九八年香港東華三院董事局主席
- 顏慶雲：香港大學建滔基金明德教授 (物料工程)[36]
- 孫永泉[37]：香港經濟學學者; 香港大學經濟金融學院經濟學講座教授
- 彭漢雄：恒生銀行高級執行副總裁; 恒生銀行商業銀行業務副主管
- 丁偉銓[38]：香港會計師公會行政總裁
- 周敬流：香港科技大學理學院副院長
- 駱英棋：香港口琴協會會長; 肯德基香港財務總監; 英皇口琴五重奏成員; Hohner Instrument 國際代言人; 香港中文大學工商管理碩士校友會會長 (2005-2010)；香港中文大學工商管理碩士課程發展委員會 (2005-2012)
- 關文豪：香港口琴協會副會長; 英皇口琴五重奏成員
- 莫毅信：渣打銀行香港及東北亞區市場推廣總監、前恒生銀行市務首席營運總監、前香港賽馬會市場策劃及發展經理
- 黎明楷：前中原集團主席
- 潘麗瓊：前香港雜誌壹週刊副總編輯; 香港天地出版社副總編輯; 香港電台節目主持
- 范寧：無國界醫生香港辦事處主席、仁濟醫院外科副顧問醫生；香港人道年獎得獎者
- 歐陽桂如：高等法院原訟庭法官
- 蔡鳳儀：香港證監會總監; 全港高考第一名; 愛德華獎學金得主
- 毛錫強：香港律政司法律草擬科首席政府律師（1981年畢業）
- 彭淑芬：香港知識産權署助理署長
- 石家豪：香港藝術家，以創作現代工筆畫著稱
- 楊偉傑：香港首位笛子演奏音樂碩士
- 林仲岷：前英皇書院同學會會長；香港心晴行動慈善基金總幹事；嶺南大學諮議會成員
- 鄭衛豪： 廣西投資集團 桂發財務公司 首席執行官
- 梁肇輝，JP: 香港漁農自然䕶理署暑長

#### 1990年代
- 劉熾平[39]: 騰訊公司總裁
- 劉偉傑：天主教澳門教區秘書長; 澳門聖若瑟大學宗教研究及哲學學院院長
- 李文昇：香港大學統計及精算學系教授
- 李傑：香港當代藝術家
- 林柏希：新城娛樂台監製及節目主持
- 林盛斌：香港藝人
- 賴智明: 腾讯集团副总裁、Infinium Limited (贻丰有限公司) 董事长
- 張毅：廣州同文教育管理投資有限公司助理總裁、華南師範大學附屬外國語學校國際部校長、美國德州國際領袖學校 (廣州校區) 高中校長
- 高家玉：萊皓思顧問創辦人及首席品牌顧問。英皇女生。[40]
- 吳志軒[41]：瑞瑩資本 (Sumeru Capital) 創立人，現任該公司首席投資官
- 潘浩文：富泰資產管理創辦人及主席; 前中國飛機租賃首席執行官; 清华大学第一届高级管理人员工商管理硕士
- 鄒有銘：無國界醫生。
- 周洪禮：星展銀行經濟研究部副總裁及經濟師。
- 張智健：前香港大學統計及精算學系助理教授。
- 盧崇榮：前英皇中樂團成員
- 王毅遠：香港大學地球科學系教授; 前新加坡南洋理工大學土木與環境工程學院助理教授兼助理院長 (學術); 麻省理工學院博士。
- 任尚智：香港中文大學統計學系副教授兼計量金融學及風險管理科學學士課程主任。
- 周頌賢：曾任現代教育及康橋教育、現任英皇教育物理科補習名師
- 梁鏜烈：北京師範大學－香港浸會大學聯合國際學院社會工作與社會行政學系助理教授、香港和解中心理事
- 崔佳星(Sam Chui): 資深投資經理，資深航空Youtuber

### 廿一世紀

#### 2000年代
- 麥嘉晉：香港倡議型政治智庫民主思路理事及政策實驗室召集人。2016年香港立法會選舉新界東選區候選人。
- 莊庭皓：香港音樂人; 世界口琴節二重奏冠軍; VELOZ 口琴四重奏成員。[42][43][44][45]
- 陳德章：香港政黨社會民主連線秘書長。
- 葉錦龍[46]：前中西區區議會 (石塘咀) 議員，香港社區組織西環飛躍動力召集人，西柚辦公室執委。
- 李俊晞：前深水埗區議會 (美孚北) 議員，公民黨執行委員會成員及九龍西支部主席
- 黃邦豪：香港社工。
- 吳家禧：香港商人。

#### 2010年代
- 何致宏：中西區區議會 (水街) 議員
- 黃駿彥：香港音樂人; VELOZ 口琴四重奏成員。[42][43][44][45]
- 何卓彥：香港音樂人; VELOZ 口琴四重奏成員; 世界口琴節榮獲被譽為最高榮譽的「半音階口琴獨奏」冠軍; 十七項國際口琴賽事冠軍得主。[47][42][43][44][45]近來與鋼琴家黄家正和薩克管演奏家孫穎麟組成樂 隊Smash。
- 黃志榮：香港音樂人; 香港第一位主修口琴演奏的音樂系本科生; VELOZ 口琴四重奏成員。[42][43][44][45]
- 劉以正：前香港大學《學苑》總編
- 李梓成：前香港大學校務委員會成員。香港音樂人。報章專欄作家。

## 無畢業年份
- 劉楚釗，GMSM，MH，JP：香港港島東醫院聯網總監。
- 黃熾強：申銀萬國營運總裁。
- 毛雲龍，JP：东华三院甲辰年总理; 元朗博爱医院壬寅年总理; 保良局癸卯年总理。
- 黃燕玲：英國社會科學院院士; 曼彻斯特大学空間規劃教授。
- 余偉鏗：新加坡國立大學李光耀公共政策學院助理教授。
- 黃華生：香港大學建築學系副教授。
- 徐永德：前香港社工總工會幹事; 行政長官選舉委員會委員; 香港大學社會工作及社會行政學系副教授。
- 邹锦沛：香港大学计算机科学系副教授; 香港大学资讯保安及密码学研究中心副主任。
- 郭宇權：香港科技大學數學系高級講師。
- 陳漢波：前香港佛教沈香林紀念中學英文科骨幹教師。
- 何國權：香港元朗官立中學校長
- 鄺毓舜：香港大坑東官立上午小學校長
- 劉賀強：香港沙田循道衛理中學校長
- 梁逸恆：香港路德會協同中學校長
- 羅紹明：香港中華基督教會基朗中學校長
- 林展光：香港蓮社慈恩學校校長
- 顧其祥：香港上海滙豐銀行人事部主管。
- 容蔡美碧：黃金時代基金會主席
- 吳永基：香港復康力量總幹事
- 植耀輝：耀才證券研究部總監
- 胡達明：華懋集團企業發展總裁
- 郭慶偉：香港資深大律師、前香港高等法院特委法官[48]